# Cotheridge
Cotheridge est une paroisse civile et un village du Worcestershire, en Angleterre.